# Joseph Baert
Pour les articles homonymes, voir Baert.
Joseph Henri Emile Baert, né le 7 mars 1901 à Tielt et y décédé le 18 septembre 1980 fut un homme politique belge, membre du CVP.

## Biographie
Joseph Baert fut issu de la haute école de l'industrie (tissage) à Gand ; il fut industriel-tisseur.  
Il fut élu conseiller communal (1946-) et bourgmestre (1947-69) de Tielt, sénateur provincial de province de Flandre-Occidentale (1946-54), sénateur coopté (1954-1961).  
Il fut prisonnier de guerre à Colditz (Saxe) en 1940 ; résistant actif dans l'Armée secrète (Belgique).

## Sources
- Bio sur ODIS